# Kamei
La KAMEI è un'azienda tedesca fondata nel 1952 da Karl Meier a Wolfsburg, specializzata nella produzione e distribuzione di accessori per autoveicoli. Il nome dell'azienda è composto dalle prime lettere del fondatore dell'azienda Karl Meier. Kamei produce principalmente box per auto e parti in plastica per produttori di auto e rivenditori aftermarket. Nel 2013 l'azienda contava un fatturato di 10 milioni di euro.
Kamei ha presentato nel 1952 il primo poggiatesta per autovetture st. Questo ha rappresentato un'ulteriore evoluzione del precedentemente "pouf".
Nel 1953 Karl Meier mostrò al Salone di Ginevra il primo spoiler anteriore per veicoli stradali. Era un montato su un Maggiolino e ne aumentava la stabilità del veicolo alle alte velocità.